# Kinlochmoidart House

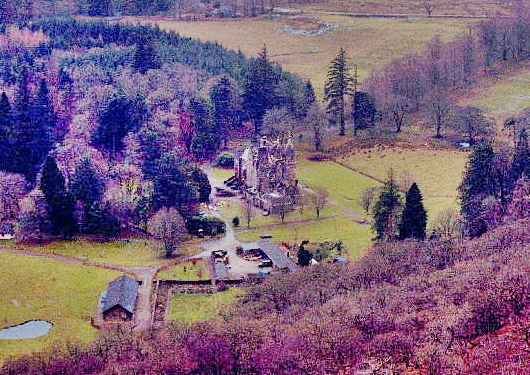
Kinlochmoidart House

Kinlochmoidart House ist ein Landhaus nahe dem schottischen Weiler Ardmolich in der Council Area Highland. 1971 wurde das Bauwerk in die schottischen Denkmallisten in der höchsten Denkmalkategorie A aufgenommen. Seine East Lodge sowie die Westpforte mit Lodge sind jeweils separat als Kategorie-B-Bauwerke klassifiziert. Das Gesamtanwesen ist im schottischen Register für Landschaftsgärten verzeichnet. In drei von sieben Kategorien wurde das höchste Prädikat „herausragend“ verliehen.

## Geschichte
Auf dem nahegelegenen Castle Tioram residierten die Macdonalds of Clanranald, die eine enge Bindung zu den lokalen Macdonalds of Kinlochmoidart hielten. Im Zuge des Jakobitenaufstands von 1715 wurde die Burg zerstört. Donald Macdonald of Kinlochmoidart errichtete in Kinlochmoidart in den 1740er Jahren ein bescheidenes Herrenhaus. Der schottische Thronprätendent Bonnie Prince Charlie landete aus Frankreich kommend am 25. Juli 1745 in der nahegelegenen Bucht Loch nan Uamh. Die Zeit zwischen 11. und 17. August desselben Jahres verbrachte er in Kinlochmoidart House, um dann bei Glenfinnan, am Kopf von Loch Shiel, seine Standarte zu hissen, was den Beginn der Jakobitenaufstände von 1745 markierte. Zur Niederschlagung des Aufstands rückten royalistische Truppen vor und verheerten 1746 Kinlochmoidart House. Infolge seiner Rolle auf jakobitischer Seite wurde Donald Macdonald zu einer Kerkerstrafe verurteilt und enteignet.
Sein Enkel John Macdonald kaufte Kinlochmoidart 1785 und begann mit der Errichtung eines neuen Hauses in erhöhter Position. Um diese Zeit wurde auch das Land entwickelt und verschiedene Außengebäude angelegt. Noch auf der Karte der Ordnance Survey aus dem Jahre 1873 sind die Seven Men of Moidart markiert, sieben Buchen entlang eines Raines, welche die Gefolgsleute Bonnie Prince Charlies symbolisieren sollen, darunter Aeneas Macdonald of Kinlochmoidart. 1882 veräußerten die Macdonalds Kinlochmoidart an den Geschäftsmann Robert Stewart. Zwei Jahre später beauftragte Stewart den in Glasgow ansässigen Architekten William Leiper mit der Planung des heutigen Kinlochmoidart House. Als Vorlage diente Leipers Entwurf zu Dalmore House bei Helensburgh in den Lowlands. Das Haus wurde mit den modernsten Technologien und Errungenschaften ausgestattet, darunter flächige Glaselemente, ein Sanitärsystem und elektrischer Strom, der aus Wasserkraft gewonnen wurde. Kinlochmoidart House wurde neben dem älteren Herrenhaus errichtet, das zu Stallungen umgebaut und bis zu seinem Abriss 1971 weitergenutzt wurde.
Das Landhaus diente dem Empfang von Jagdgruppen und der Ausrichtung von Feiern. Gäste konnten direkt aus der Clyde-Region per Schiff anreisen. Das heute noch in Privatbesitz befindliche Kinlochmoidart House wurde in einer zehnjährigen Phase ab 1986 restauriert und in fünf Wohneinheiten unterteilt.

## Beschreibung
Kinlochmoidart House steht isoliert rund einen Kilometer östlich des Kopfes von Loch Moidart nahe der Ardmolich Bridge (die heutige A861 nutzt einen Brückenneubau 40 Meter flussabwärts) über den Moidart. Das Mauerwerk des zweigeschossigen Scottish-Baronial-Baus besteht aus grob behauenem, grauen Bruchstein mit kontrastierenden Einfassungen aus poliertem, roten Sandstein. Das Landhaus ist, typisch für den Scottish-Baronial-Stil, mit Türmen, auskragenden Tourellen und Zinnenelementen ausgestaltet. Das zweiflüglige Hauptportal an der Südostseite ist pilastriert und über eine Vortreppe mit Steinbalustrade zugänglich. Die Fenster sind entweder länglich oder schließen mit Segmentbögen. Auf Stürzen sind die Monogramme „CES“ (Charles Edward Stuart) sowie „RS“ und „MS“ zu lesen. Die verschiedenen Dächer sind mit Schiefer eingedeckt.

## Außenbauwerke

### East Lodge
Die East Lodge steht abseits einer ungeordneten Straße rund 350 Meter südöstlich des Landhauses. Sie wurde vermutlich 1884 von William Leiper entworfen. Die südexponierte Hauptfassade des schlichten, eingeschossigen Gebäudes ist drei Achsen weit. Markant ist das Vordach der zentralen Eingangstüre mit weißgetünchten Holzornamenten im Giebel. Die Fassaden sind mit roten Kacheln verblendet. Es sind neunteilige Sprossenfenster eingelassen. Das steile Walmdach ist schiefergedeckt.

### Westpforte
Die rund 450 Meter westlich von Kinlochmoidart House abseits der A861 befindliche Westpforte wurde vermutlich ebenfalls von Leiper entworfen. Die eingeschossige Lodge weist einen L-förmigen Grundriss auf. Einfassungen aus rotem Sandstein kontrastieren das graue Bruchsteinmauerwerk. Die Eingangstüre tritt aus dem Gebäudeinnenwinkel heraus. Das Zwillingsfenster an der westgerichteten Giebelseite ist mit Entlastungsbogen und darüberliegendem Okulus gestaltet. Entlang der Fassaden sind achtteilige Sprossenfenster eingesetzt. Sie sind mit schlichten Stabornamenten verziert, die am Westgiebel als Zierband über die Fassade fortgeführt sind. Den Südgiebel ornamentiert eine Steinkugel, während der Westgiebel als Staffelgiebel mit firstständigem Kamin ausgeführt ist. Das Satteldach ist mit Schiefer eingedeckt.
Die runden Torpfeiler der Hauptpforte erinnern an Tourellen. Sie sind mit konischen Kappen mit abschließenden Kugeln ornamentiert. Links der Pforte befindet sich eine kleinere Pforte für Fußgänger. Von den Pfeilern setzten sich geschwungene Begrenzungsmauern fort.